# Danièle Sallenave
Danièle Sallenave   (Angers, 28 d'octubre de 1940) és una escriptora francesa, traductora de l'italià i membre de l'Acadèmia Francesa.
Va ser professora de Literatura i d'Història del Cinema a la Universitat de París-Nanterre del 1968 al 2001. Des de setembre de 2009 emet una crònica setmanal a France Culture. El 7 d'abril de 2011 va ser elegida a l'Acadèmia Francesa per al seient número 30, que havia ocupat fins a la seva mort Maurice Druon. Va ser rebuda amb un discurs de l'acadèmic Dominique Fernandez el 29 de març del 2012.

## Traduccions
- Si par une nuit d'hiver un voyageur d'Italo Calvino (1981)
- Orgie de Pier Paolo Pasolini (1988)